# إليوكينتيما (كسانثي)
إليوكينتيما (Ηλιοκέντημα) هي مدينة في كسانثي في مقاطعة فوريا إلادا في اليونان.
يبلغ عدد سكانها حوالي 1065   نسمة.